# Selección de rugby de Brasil
El seleccionado de rugby de Brasil es el equipo representativo de la Confederação Brasileira de Rugby (CBR). Compite a nivel sudamericano al igual que las selecciones de Argentina, Uruguay, Chile y Paraguay. Participa en las eliminatorias para el mundial de la especialidad, aunque nunca las superó, razón por la cual jamás participó en una Copa del Mundo.

## Historia
Su primer partido oficial se desarrolló en septiembre de 1950 en Montevideo, Uruguay, enfrentándose al seleccionado de Uruguay siendo derrotado por 8 a 6. 
Su primera competición oficial fue el primer torneo sudamericano en 1951 disputado en Buenos Aires, Argentina, en el cual terminó en la última posición luego de perder todos sus partidos frente a Argentina, Chile y Uruguay.
En la Americas Rugby Championship 2016, Brasil derrotó a Estados Unidos, sumada a las victorias en el Americas Rugby Championship 2017 y 2019 frente a Canadá.
En el Sudamericano de Rugby A 2018 se convirtió en la primera selección sudamericana en vencer de manera oficial a un seleccionado argentino adulto.

## Uniforme
La camiseta titular del equipo de rugby de Brasil es amarilla con rayas verdes laterales, mientras que la alternativa es a la inversa, es decir, verde con rayas amarillas laterales.

## Palmarés
- Sudamericano de Rugby A (1): 2018.

- Sudamericano de Rugby B (8): 2000, 2001, 2002, 2006, 2007, 2008, 2022, 2023.

## Última convocatoria
Lista de los jugadores convocados para disputar la Ventana Internacional de julio de 2024.
| Nombre                       | Posición      | Edad          | PJ            | Club                            |               |
| Primera Línea                | Primera Línea | Primera Línea | Primera Línea | Primera Línea                   | Primera Línea |
| ---------------------------- | ------------- | ------------- | ------------- | ------------------------------- | ------------- |
| David Muller                 | Hooker        | 26 años       | 1             | Cobras                          |               |
| Endy Willian Pinheiro        | Hooker        | 30 años       | 11            | Cobras                          |               |
| Hélder Bryan Lúcio           |               |               |               | Cobras                          |               |
| João Lucas Marino            |               |               |               | Cobras                          |               |
| Leonel Moreno                | Pilar         | 27 años       | 8             | Civitavecchia                   |               |
| Levy Marinho                 | Pilar         | 26 años       | 1             | Cobras                          |               |
| Matheus Rocha                | Pilar         | 28 años       | 20            | CDUL                            |               |
| Nicolás Alkmin               | Pilar         | 22 años       | 0             | Cobras                          |               |
| Wilton Rebolo                | Pilar         | 29 años       | 36            | Rugby Football Club Los Angeles |               |
| Segunda Línea                |               |               |               |                                 |               |
| Cleber Dias                  | Segunda Línea | 30 años       | 42            | Cobras                          |               |
| Ben Donald                   | Segunda Línea | 27 años       | 2             | Cobras                          |               |
| Gabriel Oliveira             | Segunda Línea | 23 años       | 4             | Cobras                          |               |
| Gabriel Paganini             | Segunda Línea | 32 años       | 33            | Cobras                          |               |
| Tercera Línea                |               |               |               |                                 |               |
| Pedro Aparecido              | Octavo        | 23 años       | 1             | Cobras                          |               |
| André Arruda                 | Octavo        | 36 años       | 41            | Cobras                          |               |
| Matheus Cláudio              | Ala           | 27 años       | 13            | Cobras                          |               |
| Adrio de Melo                | Octavo        | 24 años       | 12            | Cobras                          |               |
| Maiki Lemes                  | Ala           | 23 años       | 0             | Cobras                          |               |
| Rafael Teixeira              | Ala           | 25 años       | 1             | Cobras                          |               |
| Renato Santos                |               |               |               | Cobras                          |               |
| Medio Scrum                  |               |               |               |                                 |               |
| Nicolas Azevedo              | Medio Scrum   |               |               | Jacareí Rugby                   |               |
| Felipe Gonçalves             | Medio Scrum   | 25 años       | 11            | Cobras                          |               |
| Apertura-Centro              |               |               |               |                                 |               |
| João Amaral                  | Apertura      | 21 años       | 2             | Cobras                          |               |
| Lucas Spago                  | Apertura      | 25 años       | 9             | Cobras                          |               |
| Moisés Duque                 | Centro        | 36 años       | 61            | Académica Coimbra               |               |
| Carlo Mignot                 |               |               |               | Cobras                          |               |
| Victor Silva                 | Centro        | 27 años       | 3             | Cobras                          |               |
| Lorenzo Massari Temer        | Centro        | 27 años       | 13            | Cobras                          |               |
| Robert Tenório               | Centro        | 28 años       | 27            | Cobras                          |               |
| Wing-Fullback                |               |               |               |                                 |               |
| Daniel Lima                  | Wing          | 27 años       | 17            | Cobras                          |               |
| Sérgio Luna                  | Wing          | 24 años       | 1             | Cobras                          |               |
| Widson Menezes               | Wing          |               |               | Cobras                          |               |
| Guilherme Oliveira           | Wing          |               |               | SPAC                            |               |
| Ariel Rodrigues              | Wing          | 26 años       | 12            | Cobras                          |               |
| Robson Morais                | Fullback      | 27 años       | 3             | Cobras                          |               |
| Lucas Tranquez               | Fullback      | 31 años       | 47            | Cobras                          |               |
| Entrenador: Emiliano Caffera |               |               |               |                                 |               |

## Estadísticas
Registro de partidos con otras selecciones:
Datos actualizados hasta el 26/7/2025, Brasil 20 - Chile 35
Ante sus principales rivales sudamericanos, Brasil mantiene historial negativo frente a Argentina, Uruguay y Chile, mientras que frente a Colombia y Paraguay, mantiene un historial positivo.
| Oponente                    | Jugados | Ganados | Perdidos | Empatados | % de victorias |
| --------------------------- | ------- | ------- | -------- | --------- | -------------- |
| Alemania                    | 5       | 0       | 5        | 0         | 0.0            |
| Argentina                   | 13      | 0       | 13       | 0         | 0.0            |
| Argentina XV                | 9       | 1       | 8        | 0         | 11.1           |
| Barbarians                  | 1       | 0       | 1        | 0         | 0.0            |
| Bélgica                     | 2       | 2       | 0        | 0         | 100.0          |
| Canadá                      | 5       | 2       | 3        | 0         | 40.0           |
| Canadá XV                   | 1       | 0       | 1        | 0         | 0.0            |
| Chile                       | 32      | 5       | 25       | 2         | 15.6           |
| Chile A                     | 1       | 1       | 0        | 0         | 100.0          |
| Chile XV                    | 4       | 0       | 4        | 0         | 0.0            |
| Colombia                    | 12      | 12      | 0        | 0         | 100.0          |
| Costa Rica                  | 1       | 1       | 0        | 0         | 100.0          |
| Estados Unidos              | 5       | 1       | 4        | 0         | 20.0           |
| Emiratos Árabes Unidos      | 1       | 1       | 0        | 0         | 100.0          |
| España                      | 2       | 0       | 2        | 0         | 0.0            |
| Francia Amateur             | 2       | 0       | 2        | 0         | 0.0            |
| Francia XV                  | 2       | 0       | 2        | 0         | 0.0            |
| Georgia XV                  | 1       | 1       | 0        | 0         | 100.0          |
| Hong Kong China             | 4       | 1       | 3        | 0         | 25.0           |
| Junior Springboks           | 1       | 0       | 1        | 0         | 0.0            |
| Kenia                       | 3       | 0       | 3        | 0         | 0.0            |
| Leones Británico-irlandeses | 1       | 0       | 1        | 0         | 0.0            |
| Māori All Blacks            | 1       | 0       | 1        | 0         | 0.0            |
| México                      | 2       | 2       | 0        | 0         | 100.0          |
| Oxford y Cambridge          | 2       | 0       | 2        | 0         | 0.0            |
| Paraguay                    | 31      | 19      | 12       | 0         | 61.2           |
| Perú                        | 9       | 9       | 0        | 0         | 100.0          |
| Portugal                    | 6       | 2       | 4        | 0         | 33.3           |
| Rumania                     | 2       | 0       | 2        | 0         | 0.0            |
| Trinidad y Tobago           | 5       | 4       | 1        | 0         | 80.0           |
| Uruguay                     | 30      | 3       | 27       | 0         | 10.0           |
| Uruguay XV                  | 3       | 0       | 3        | 0         | 0.0            |
| Venezuela                   | 9       | 8       | 1        | 0         | 88.9           |
| Zimbabue                    | 1       | 0       | 1        | 0         | 0.0            |
| Total                       | 209     | 75      | 132      | 2         | 35.88          |

## Participación en copas
| - no ha clasificado - ARC 2016: 5.º puesto - ARC 2017: 4.º puesto - ARC 2018: 5.º puesto - ARC 2019: 4.º puesto - ARC 2020: cancelado - Sudamericano 1951: 4.º puesto (último) - Sudamericano 1961: 4.º puesto (último) - Sudamericano 1964: 2.º puesto - Sudamericano 1971: 4.º puesto - Sudamericano 1973: 4.º puesto - Sudamericano 1975: 4.º puesto - Sudamericano 1977: 5.º puesto (último) - Sudamericano 1979: 4.º puesto - Sudamericano 1981: 4.º puesto (último) - Sudamericano 1989: 4.º puesto - Sudamericano 1991: 5.º puesto (último) - Sudamericano 1993: 5.º puesto (último) - Cup of Nations 2011: 3.º puesto - Rugby Summer Cup 2018: 3.º puesto - Stellenbosch Challenge 2021: 4° puesto (último) - Americas Rugby Trophy 2022: 3° puesto (último) - International Rugby Cup 2023: 4° puesto (último) | - Sudamericano A 2009: 4.º puesto - Sudamericano A 2010: 4.º puesto - Sudamericano A 2011: 4.º puesto - Sudamericano A 2012: 4.º puesto (último) - Sudamericano A 2013: 4.º puesto (último) - Sudamericano A 2014: 3.º puesto - Sudamericano A 2015: 4.º puesto (último) - Sudamericano A 2016: 3.º puesto - Sudamericano A 2017: 3.º puesto - Sudamericano A 2018: Campeón invicto - Sudamericano A 2019: 4.º puesto - Sudamericano A 2020: 4.º puesto (último) - Sudamericano A 2025: En disputa - Sudamericano B 2000: Campeón invicto - Sudamericano B 2001: Campeón invicto - Sudamericano B 2002: Campeón invicto - Sudamericano B 2003: 2.º puesto - Sudamericano B 2004: 2.º puesto - Sudamericano B 2005: 2.º puesto - Sudamericano B 2006: Campeón invicto - Sudamericano B 2007: Campeón invicto - Sudamericano B 2008: Campeón invicto - Sudamericano B 2022: Campeón invicto - Sudamericano B 2023: Campeón invicto - Cross Border del Norte 2010: 4.º puesto (último) - Cross Border del Norte 2011: 3.º puesto - Cross Border 2022: 2.º puesto |

## Victorias destacadas
Contra selecciones de Sudamérica:
1953 3-0 vs  Uruguay 
1962 13-5 vs Uruguay 
1964 15-8 vs Uruguay 
2018 36-33 vs Argentina XV 
Ante selecciones de América del Norte:
2016 24-23 vs Estados Unidos 
2017 24-23 vs Canadá 
2019 18-10 vs Canadá 
Ante selecciones de Europa:
2017 25-21 vs Portugal 
2019 26-24 vs Portugal 